# Saint-Gérand-le-Puy
Saint-Gérand-le-Puy – miejscowość i gmina we Francji, w regionie Owernia-Rodan-Alpy, w departamencie Allier.

## Demografia
Według danych na rok 1990 gminę zamieszkiwały 1064 osoby, a gęstość zaludnienia wynosiła 54 osoby/km². W styczniu 2015 r. Saint-Gérand-le-Puy zamieszkiwało 1031 osób, przy gęstości zaludnienia wynoszącej 52,3 osób/km².